# Protopolybia acutiscutis
Protopolybia acutiscutis är en getingart som först beskrevs av Cameron 1906.  Protopolybia acutiscutis ingår i släktet Protopolybia och familjen getingar. Inga underarter finns listade i Catalogue of Life.